# 汪恕诚
汪恕诚（1941年12月18日—），中国江苏省溧阳市人，中华人民共和国政治人物、工程师。

## 生平
1959年9月，考入清华大学水利系水土结构专业，與胡锦涛為同班同学。1965年4月加入中国共产党。1965年9月，考入清华大学水利系水工结构专业研究生。1968年4月至1978年7月，担任中华人民共和国水利电力部第六水电工程局一大队干部。1978年7月至1982年12月，担任水利电力部、电力工业部第六水电工程局一大队党委副书记，一工区副主任、党委副书记。1982年12月至1984年10月，任水利电力部第六水电工程局党委副书记、纪委书记。1984年10月至1985年4月，任水利电力部水利水电建设总公司党委代理副书记、党委副书记。
1985年4月至1986年6月，任水利电力部水利水电建设总公司党委副书记兼纪委书记。1986年6月至9月，任水利电力部水利水电建设总公司副总经理、纪检组组长、党组成员。1986年9月至1987年5月，任水利电力部水电建设局副局长。1987年5月至1988年5月，任水利电力部水电建设局局长、党组书记。1988年5月至1993年4月，任能源部水电开发司司长。1993年4月至1997年1月，任中华人民共和国电力工业部副部长、党组成员。
1997年1月至1998年3月，任中华人民共和国电力工业部副部长、党组成员兼国家电力公司副总经理、党组成员。1998年3月至10月，任国家电力公司副总经理、党组成员。1998年10月，获朱镕基总理提名为中华人民共和国水利部部长、党组书记。2003年3月17日，经国务院总理温家宝提名，国家主席胡锦涛发布第二号中华人民共和国主席令，根据中华人民共和国第十届全国人民代表大会第一次会议的决定，汪恕诚被任命为水利部部长。2008年，担任全国人大常委会委员、全国人大财政经济委员会副主任委员。